# Adam Adamowitsch Weide
Adam Adamowitsch Weide (russisch Адам Адамович Вейде) (* 1667 in Moskau; † 26. Januar 1720) war ein russischer General der Infanterie im Großen Nordischen Krieg und ein enger Vertrauter von Zar Peter dem Großen.

## Leben

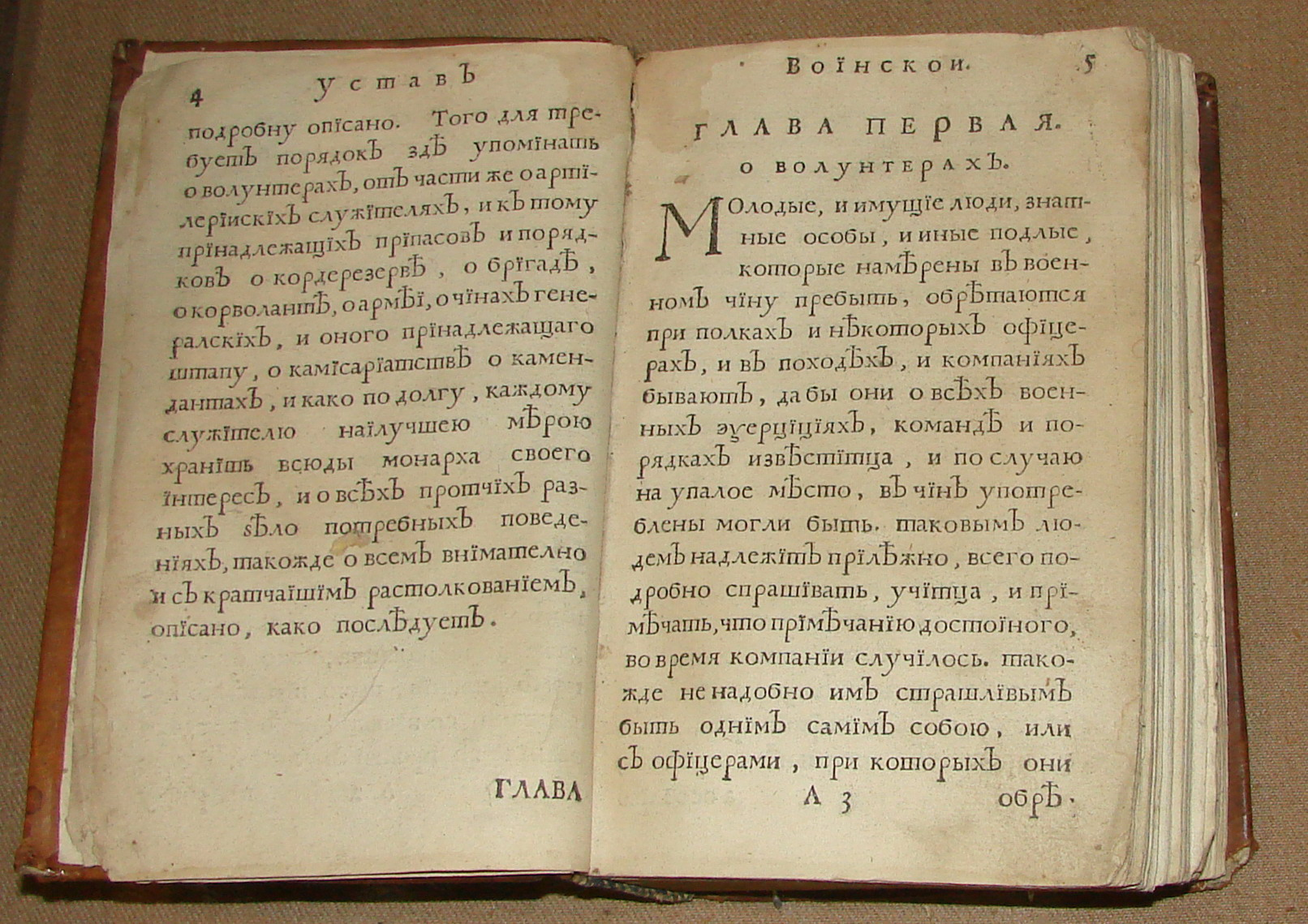
Die militärischen Regularien von Peter I. von 1716

Adam Weide war Sohn eines deutschen Oberst. Er begann seine militärische Karriere in den Spielregimentern Peter I. Während des Asowfeldzugs nahm er als Major des Preobraschensker Leib-Garderegiments an der Belagerung der Festung von Asow teil. Er genoss das Vertrauen Peters, so wurde Adam Weide häufig ins Ausland mit wichtigen Aufgaben geschickt und begleitete den Zaren während all seiner Reisen (vgl. Große Gesandtschaft). Zum Beispiel wurde Weide 1696 nach Ungarn und ins Kurfürstentum Sachsen geschickt, um dort die Nachricht von der Eroberung Asows kundzutun. Im Jahre 1698 wurde er nach Frankreich und England entsandt, um das Militärwesen zu studieren. Nach seiner Rückkehr stellte Adam Weide eine militärische Vorschrift zusammen, in der er die administrativen und militärischen Regeln für Infanterieregimenter und die Verhaltensregeln für alle Dienstränge schilderte. Adam Weide stand hierbei unter den Einflüssen der Armeeorganisation von Eugen von Savoyen und Ludwig dem XIV.
Die Reglements von Weide bildete die Grundlage für das Reglement Peters des Großen von 1716. Nach der Auflösung der Strelitzenregimenter im Herbst 1699 sollten Awtonom Michailowitsch Golowin und Adam Weide stattdessen 18 reguläre Infanterie- und zwei Dragonerregimenter in Moskau bilden. Außerdem wurde Weide verantwortlich für die Ausbildung der Stolniks und weiteren militärischen Dienstklassen. Nach Ausbruch des Großen Nordischen Krieges befahl Adam Weide zunächst eine der Zehn-Regimenter Divisionen, die Teil der Armee unter Feldmarschall Charles Eugène de Croy waren. Nachdem die Armee zunächst Narva belagerte, wurde die unerfahrene Division Weides von der schwedischen Armee in der Schlacht bei Narva zerstört, auch wenn es ihr gelang, die Kampfformation als längste von allen russischen Einheiten zu halten. Adam Weide wurde selbst gefangen genommen und nach Stockholm gebracht, wo er bis 1710 blieb und dann im Gegenzug für General Niels Stromberg ausgetauscht wurde. Während seiner Zeit in der Gefangenschaft beobachtet Weide die Art und Weise, wie die Schweden ihre Armee organisierten. Während des russisch-osmanischen Kriegs von 1710 bis 1711 kommandierte Adam Weide eine Acht-Regimenter Division. Im Jahre 1714 kommandierte er sieben Infanterie- und drei Kavallerieregimenter im Finnlandfeldzug. Weide nahm an der Schlacht von Gangut teil und kommandierte die Galeere auf der sich Peter I. befand. Für seine Teilnahme in der Schlacht wurde Adam Weide mit dem Orden des Heiligen Andreas des Erstberufenen ausgezeichnet und zum Kommandeur einer Grenadierregiments ernannt. Danach unterstützte er Peter I. bei der Erstellung des militärischen Reglements von 1716 und zwei Jahre später wurde er zum Präsidenten des Militärischen Collegiums ernannt.
Adam Weide starb im Jahre 1720. Obwohl er lutherischen Glaubens war, befahl Peter der Große seine Beisetzung im Alexander-Newski-Kloster und besuchte seine Beerdigung persönlich.
Seine Tochter Justinia (1684–1715) vermählte sich 1713 in Smolensk mit Baron Pierre Le Fort (1676–1754).